# Grand Hotel, Helsingborg
Grand Hotel är ett större hotell i Helsingborg som ligger vid Stortorget i stadens centrum. Hotellet startade sin verksamhet 1926 och är ett av stadens äldsta nu existerande hotell. Byggnaden var ursprungligen tänkt som bankbyggnad åt Skånska Handelsbanken och ritades som sådan av arkitekt Ernst Stenhammar. När Skånska Handelsbanken mitt under planeringsprocessen köptes upp av Skandinaviska Kreditaktiebolaget ändrades dock funktionen till hotell och ritningarna modifierades av August Stoltz. I Helsingborgs stads bevarandeprogram för stadskärnan från 2002 klassificeras byggnaden som "särskilt värdefull bebyggelse" enligt äldre Plan- och bygglagen (3:12§).

## Hotellverksamhet
Hotellet ägs av den norska hotellkedjan Nordic Choice Hotels  och ingår i dess högklassvarumärke Clarion Hotel. Det fullständiga namnet är därför Clarion Grand Hotel Helsingborg. Hotellet består av 158 rum, 6 konferenslokaler och innehåller därutöver restaurang Kitchen & Table by Marcus Samuelsson. Hotellet har även en relaxavdelning innehållande bastu och gym. Utöver hotellet hyser byggnaden även klädesbutiken Stenströms och en Pressbyråbutik. Sedan 2005 ingår även Hotell Högvakten, beläget strax öster om Grand Hotel, i hotellverksamheten.

## Arkitektur
Byggnaden är belägen i Stortorgets västra del och dominerar där torgets södra fasad. Hotellet är uppfört i stram nationalromantisk stil i fyra våningar och inredd mansardtakvåning. Byggnaden är en av Helsingborgs mest monumentala i nationalromantisk stil, men markerade även slutet för stilen i staden. Dess relativ slutna fasader är utförda i mörkbrunt helsingborgstegel med inslag av detaljer av sandsten. Sandstensdetaljerna inramar fasaden genom sockelvåningen, hörnkedjorna och ett brett band längs takfoten. Sockelvåningen är uppluckrad av stora rundbågiga fönster med en ornamental mittsten i sandsten. Den centralt placerade entrédelen markeras av en något utskjutande byggnadsdel i sandsten och mittlinjen markeras ovanför av ett sandstensburspråk. På var sida om burspråket ses på tredje våningen galleriartade fönsteromfattningar utformade som rundbågiga valv om ett band på fem fönster. Under vardera av dessa står "Grand Hotel" i fasadtext av utskuren plåt. De övriga fönstren är vitmålade och småspröjsade och placerade i liv med fasaden, vilket ger denna en mycket slätt uttryck. Taket är klätt med rött taktegel och flankeras av två högresta volutgavlar. Takvåningens fönsteromfattningar och gavlarnas kanter är klädda av ärgad kopparplåt. Byggnadens exteriör är i stort sett i ursprungligt skick. De enda ändringar som gjorts är en del byten av dörrar, samt ett tillägg av ett skärmtak av glas över entrén.

## Historik
Stortorget i Helsingborg tillkom 1693 som en följd av de för staden så förödande skånska kriget 1676–79. Torgets tillkomst ändrade premisserna för bebyggelsen i kvarteret, som tidigare varit orienterad mot Norra Kyrkogatan i söder. Nu låg kvarteret istället vid stadens huvudtorg, vilket fick betydelse för dess utveckling. Under åren 1753–58 uppfördes ett gästgiveri på platsen för det nuvarande hotellet av kyrkoinspektoren Andreas Johan Ehnblom. Detta såldes 1786 till Nils Wiliamsson Vred, som 1799 sålde vidare verksamheten till Anders Munthe. Denne lät utöka verksamheten och byggde bland annat ut det existerande huset till två våningar 1806. Munthe drev verksamheten fram till sin död 1846 och under dennes tid började gästgiveriet benämnas Hôtel de Munthe. Namnet Hotell Munthe levde vidare fram till 1917, då fastigheten köptes upp av AB Skånska Handelsbanken,  och hotellet revs samma år. Skånska Handelsbanken huserade tidigare i Högvaktenhuset, vid hörnet mellan Stortorget och Järnvägsgatan, med sökte nu större lokaler. Det nya, stora bankpalatset ritades av stockholmsarkitekten Ernst Stenhammar, som tidigare ritat Grand Hôtel Royal i Stockholm. Bygget kom dock att avstanna då Skånska Handelsbanken år 1919 köptes upp av Skandinaviska Kreditaktiebolaget. Detta hade redan 1910 köpt upp Skånes Enskilda Bank, som sedan innan hade ett stort bankpalats invid Terrasstrapporna, det så kallade Terrasshuset (nu Hotel Helsingborg). Därför förlades företagets bankverksamhet dit och planerna på det nya bankpalatset lades på is. Redan 1920 koncentrerades dock all bankverksamhet till Högvaktenhuset och Terrasshuset användes en tid som stadsbibliotek.

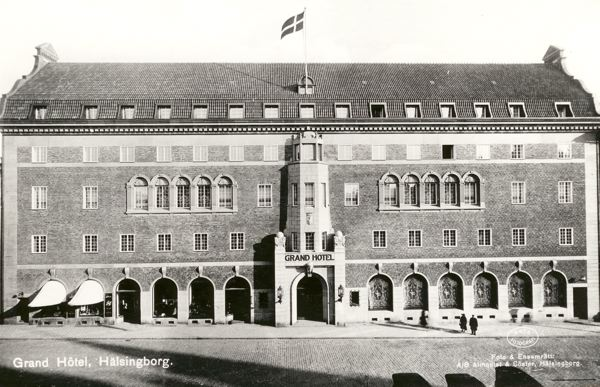
Grand Hotel cirka 1925.

I Helsingborg rådde det dock vid denna tid en akut hotellbrist och stadens styrande planerade bland annat ett nytt konserthus kombinerat med hotell i staden. När ett nytt företag gick in och tog över bankprojektet ändrades funktionen till hotell, vilket gjorde att hotell- och konserthusprojektet skrinlades. Det nya bolaget anlitade Malmös stadsarkitekt August Stoltz för att ändra ritningarna, vilket främst omfattade ändringar i interiören. Byggnaden stod slutligen klar 1926 och kunde invigas den 8 mars samma år. Grand Hotel var länge ett av stadens mest representativa hotell och dess stora festvåning, kallad Stenbockssalen, var ett populärt val vid större tillställningar. Dock används salen på senare tid istället som konferenslokal. Även hotellets restaurang, samt den så kallade "Backfickan" i anknytning med denna, blev uppskattade för sin matkonst. Under 2005 stod en ombyggnad av hotellets bottenplan klar, vilket omvandlade detta till en så kallad "hotellgalleria", där man öppnat upp mellan de olika verksamheterna. Gästerna kan därigenom lätt vandra mellan klädesbutik, reception, restaurang och kafé.